# Завтурове
Завту́рове — село в Україні, в Устинівській селищній громаді Кропивницького району Кіровоградської області. Населення становить 249 осіб. Віддаль до центру селищної громади складає 23 км, а до обласного — 98 км.
Біля села розташований ландшафтний заказник загальнодержавного значення — урочище Монастирище.

## Населення
Згідно з переписом УРСР 1989 року чисельність наявного населення села становила 244 особи, з яких 112 чоловіків та 132 жінки.
За переписом населення України 2001 року в селі мешкало 248 осіб.

### Мова
Розподіл населення за рідною мовою за даними перепису 2001 року:
| Мова       | Відсоток |
| ---------- | -------- |
| українська | 95,18 %  |
| російська  | 4,02 %   |
| молдовська | 0,80 %   |